# Porzana astrictocarpus
Porzana astrictocarpus foi uma espécie de ave incapaz de voar da família dos ralídeos. Era endêmica das ilha de Santa Helena, no Atlântico Sul. Tornou-se extinta no começo do seculo XVI, junto com outa espécie de ralídeo que vivia na ilha, Mundia elpenor.